# Klembów (gemeente)
De gemeente Klembów is een landgemeente in het Poolse woiwodschap Mazovië, in powiat Wołomiński.
De zetel van de gemeente is in Klembów.
Op 30 juni 2004 telde de gemeente 8786 inwoners.

## Oppervlakte gegevens
In 2002 bedroeg de totale oppervlakte van gemeente Klembów 85,79 km², waarvan:
- agrarisch gebied: 69%
- bossen: 18%

De gemeente beslaat 8,98% van de totale oppervlakte van de powiat.

## Demografie
Stand op 30 juni 2004:
| Omschrijving                   | Totaal | Totaal | Vrouwen | Vrouwen | Mannen | Mannen |
| ------------------------------ | ------ | ------ | ------- | ------- | ------ | ------ |
| eenheid                        | aantal | %      | aantal  | %       | aantal | %      |
| inwoners                       | 8786   | 100    | 4465    | 50,8    | 4321   | 49,2   |
| bevolkingsdichtheid (inw./km²) | 102,4  | 102,4  | 52      | 52      | 50,4   | 50,4   |

In 2002 bedroeg het gemiddelde inkomen per inwoner 1211,35 zł.

## Administratieve plaatsen (sołectwo)
Dobczyn, Karolew, Klembów, Krusze, Krzywica, Lipka, Michałów, Nowy Kraszew, [Pasek], Ostrówek, Pieńki, Rasztów, Roszczep, Sitki, Stary Kraszew, Tuł, Wola Rasztowska.

## Aangrenzende gemeenten
Dąbrówka, Poświętne, Radzymin, Tłuszcz, Wołomin